# Bartomeu Llebaria Grau
Bartomeu Llebaria Grau   (Barcelona, 21 d'abril de 1929 - Reus, 24 de maig de 2019) va ser un pintor català. Va destacar sobretot per les seves aquarel·les de paisatges de muntanya i marines.
Fill de Laura Grau i Ciurana i de Josep Llebaria Aragonès d'origen pagès que va renunciar a l'herència de les terres per anar a estudiar comerç i treballar a Barcelona. De formació autodidacta, va començar a dibuixar de molt jove. Va desenvolupar el seu art en contacte amb altres pintors amb sessions de pintura a l'aire lliure. Va obtenir diversos premis i va presentar la seva obra en nombroses exposicions individuals i col·lectives. Artista polifacètic, emprava els recursos de l'art pictòric amb aportacions literàries pròpies com a excusa vital per transmetre sentiments i impressions. La seva obra es troba en col·leccions privades, en institucions públiques i a la galeria permanent al que va ser el seu estudi a Duesaigües.
L'any 2018 l'Ajuntament de l'Argentera va organitzar una exposició antològica d'homenatge al pintor. L'any 2020 trenta aquarel·les significatives seves han estat aplegades al llibre Llebaria Grau, entre el serè i el garbí, publicat en suport digital, acompanyades de textos propis i de diversos autors.
Han escrit sobre l'obra de Llebaria Grau autors com Vicente J. Amiguet, Lena Paüls i Sílvia Fornós.

## Obra (selecció)
. 1990. Yolanda. Aquarel·la, 50 x 67. Col·lecció privada.
. 1990. El Port de la Selva. Aquarel·la, 40 x 60. Col·lecció privada.
. 1991. Soledat barca. Aquarel·la, 54 x 73. Col·lecció privada.
. 1992. Duesaigües. Aquarel·la, 73 x 54. Col·lecció privada.
. 1993. El Puigmarí. Aquarel·la, 45 x 70. Col·lecció privada.
. 1993. Portal de l'església de St. Miquel d'Escornalbou. Aquarel·la, 35 x 25. Col·lecció privada.
. 1994. L'Argentera. Aquarel·la, 60 x 45. Col·lecció privada.
. 1995. Estació de tren. Aquarel·la, 45 x 60. Col·lecció privada.
. 1996. Llac de Banyoles. Aquarel·la, 45 x 75. Col·lecció privada.

## Exposicions (selecció)
. 1990. Temes del Baix Camp. Galeria Sugranyes, Montbrió del Camp.
. 1991. Obra cultural La Caixa. Sala d'exposicions de Falset.
. 1992. Temas de Comillas, Cantàbria. Ayuntament de Comillas.
. 1992. Obra Cultural La Caixa. Sala carrer Montcada, Barcelona.
. 1993. Sala d'exposicions Caixa Tarragona, Tarragona
. 1995. Galería d'art Odena’s, Tarragona.
. 1996. Sala de la Verge Nostra Senyora del Camí, Cambrils.